# Vecherniy Brest
Vecherniy Brest (em russo:  Вечерний Брест) é um jornal semanal sociopolítico regional bilíngüe, publicado em Brest (Bielorrússia) na sexta-feira (circulação entre 26.000 e 35.000).